# Hovtashen (Artsakh)
Havtashen (in armeno Հովտաշեն?) è una comunità rurale dell'Azerbaigian, fino al 2024 facente parte della regione di Martakert nella repubblica di Artsakh  (già repubblica del Nagorno Karabakh).
Il villaggio nel 2005 contava poco più di duecento abitanti e si trova lungo la vallata del fiume Khachenaget.